# Llama de la Guzpeña
Llama de la Guzpeña es una localidad del municipio leonés de Prado de la Guzpeña, en la Comunidad Autónoma de Castilla y León. 
La iglesia está dedicada a El Salvador.

## Localidades limítrofes
Confina con las siguientes localidades:
- Al noreste con Robledo de la Guzpeña y Prado de la Guzpeña.
- Al este con Cerezal de la Guzpeña.
- Al sureste con Villamorisca.
- Al sur con Santa Olaja de la Acción.
- Al oeste con Valle de las Casas.

## Demografía
Evolución de la población
| Gráfica de evolución demográfica de Llama de la Guzpeña entre 2000 y 2023 |
|                                                                           |
| Población de derecho (2000-2023) según el padrón municipal del INE        |

## Historia
Así se describe a Llama de la Guzpeña en el tomo X del Diccionario geográfico-estadístico-histórico de España y sus posesiones de Ultramar, obra impulsada por Pascual Madoz a mediados del siglo XIX:

Lugar en la provincia y diócesis de León, partido judicial de Riaño, audiencia territorial y capitanía general de Valladolid, ayuntamiento de Prado. Situado al pie de Peñacorada entre el lugar de Valle de las Casas y Robledo; su clima es generalmente frío pero sano. Tiene unas 28 casas, escuela de primeras letras por temporada; iglesia parroquial (San Salvador), servida por un cura de ingreso y presentación del marqués de Escalona y Prado, y buenas aguas potables. Confina N Robledo; E Villamorisca; S Santa Olaja de la Acción, y O Valle de las Casas. El terreno es de mediana calidad, le fertilizan las aguas de un arroyo que se une al Cea y produce de toda clase de granos, legumbres, lino y buenos pastos; cría ganados, y caza de varios animales. Población: 28 vecinos, 107 almas. Contribución: con el ayuntamiento.
Diccionario geográfico-estadístico-histórico de España y sus posesiones de Ultramar

## Medios de transporte
Posee estación propia de ferrocarril, perteneciente al Ferrocarril de la Robla, de vía estrecha.